# Таконик
Тако́ник (англ. Taconic Mountains) — горный хребет в Аппалачах, находится на востоке штата Нью-Йорк, северо-западном Коннектикуте, западном Массачусетсе и юго-западном Вермонте.
К востоку от Таконика расположены Беркширы, к северо-востоку — Зелёные горы, являющиеся частью одной горной системы. К северо-западу находятся горы Адирондак. Высшая точка Таконика — гора Экуинокс. Также частью хребта являются высочайшие точки Массачусетса (Грейлок) и Коннектикута (Фрисселл).
От наименования хребта был назван таконит — железистая горная порода докембрийского возраста.